# San Martino dei Colli
San Martino dei Colli è una frazione del comune di Perugia.
Il piccolo borgo si trova a 13 km da Perugia, in prossimità della strada statale Pievaiola. È a 3 km da Mugnano, a 4.5 km da Castiglione della Valle, a 8 km da Castel del Piano, a 10 km da Tavernelle, a 7 km dal Lago Trasimeno e a 28 km da Città della Pieve.
Il paese, che conta 42 residenti, è situato a 337 m s.l.m., adagiato su una collinetta coperta, per la parte incolta, da boschi di cipressi, elci e querce. La parte coltivata presenta invece oliveti e vigneti.

## Storia
Il borgo di San Martino dei Colli ha conservato quasi intatto il suo carattere medievale; a partire dal 1380, infatti, è un vero e proprio castello, come si può dedurre facilmente osservando alcune caratteristiche che conserva ancora oggi: la chiesa all'interno delle paese, il pozzo al centro della piazza, le mura che, in parte, ancora lo circondano.
Fu più volte assediato e danneggiato: nel 1403 dai fiorentini e nel 1424 e  1527 dai pontifici.

## Monumenti e luoghi d'interesse
- Chiesa di S. Martino (XIV secolo), all'interno delle mura, con interni in stile baroccheggiante.

## Cultura

### Eventi
Nella seconda settimana di ottobre vi si svolge una sagra, la "Festa dei falò", durante la quale gli abitanti del paese sono soliti accendere dei falò, e a preparare deliziosi piatti tipici e tutto ciò  può essere gustato all'interno di alcune sale dell'antico castello oppure all'interno di alcune strutture posizionate sulla piazza principale e sulle vie storiche del castello